# Coumaroyl-coenzyme A
La coumaroyl-coenzyme A, ou plus précisément la 4-coumaroyl-CoA, est un thioester formé par la réaction entre la fonction acide carboxylique de l'acide paracoumarique (acide 4-hydroxycinnamique) et la fonction thiol de la coenzyme A.
C'est la forme « activée » de l'acide paracoumarique, utilisée en biosynthèse.

## Formation
La coumaroyl-CoA est formée par réaction entre l'acide paracoumarique (en fait sa base conjuguée, le 4-coumarate) et la coenzyme A, réaction catalysée par une enzyme, la 4-coumarate-CoA ligase (4CL), et aidée énergétiquement par l'hydrolyse d'une molécule d'ATP en AMP et pyrophosphate inorganique :
4-coumarate + CoA + ATP  {\displaystyle \rightleftharpoons }  4-coumaryl-CoA + AMP + PPi

## Synthèses
La coumaroyl-CoA est la forme « activée » de l'acide paracoumarique, ce qui le rend susceptible de participer à de nombreuses synthèses biochimiques.
La coumaroyl-CoA est un élément clé dans la synthèse des chalcones, et donc des flavonoïdes, par la voie métabolique des phénylpropanoïdes. Il réagit en général avec trois molécules de malonyl-CoA, réaction catalysée par une enzyme spécifique, une chalcone synthase. On peut citer ainsi la 6'-déoxychalcone synthase dont l'action produit l'isoliquiritigénine, ou encore la naringinine-chalcone synthase produisant la naringinine-chalcone (phlorétine).
La coumaroyl-CoA participe à la formation de stilbènes, toujours par réaction avec trois molécules de malonyl-CoA, avec l'action d'une enzyme de type stilbène synthase. On peut notamment citer le 3,4',5-trihydroxystilbène formé par l'action de la trihydroxystilbène synthase.
La coumaroyl-CoA participe aussi à la formation du N-(4-guanidinobutyl)-4-hydroxycinnamamide par réaction avec l'agmatine catalysée par l'agmatine N4-coumaroyltransférase ou encore à la formation du 4-coumaroylshikimate par réaction le shikimate (base conjuguée de l'acide shikimique), réaction catalysée par la shikimate O-hydroxycinnamoyltransférase.